# 三浦萌
三浦 萌（みうら もえ、1992年12月16日 - ）は、日本のファッションモデル、女優、アイドル。
福島県出身。9nineの元メンバー。レプロエンタテインメント、アワーソングスクリエイティブを経て、現在ミッシングピースに所属。

## 略歴
2005年3月1日、ティーン誌『Hana*chu→』4月号で新モデルとして登場、2009年1月31日発売3月号をもって卒業している。
2005年9月、9nineが結成され、加入。2010年8月に脱退。

## 人物
- 趣味・特技は、映画鑑賞、エレクトーン、イラスト、バスケットボール[2]。
- ファッションモデルの三浦葵は姉[3]。
- ドランクドラゴンの鈴木拓はいとこおじ（実母が鈴木といとこ）である[4][5]。

## 出演
※9nine名義のものは9nineの頁を参照。

### テレビドラマ
- 24のひとみ（2007年、TBS） - 須賀まゆみ 役
- 美容少年★セレブリティ 第5話・第6話（2007年、テレビ東京） - 堀部亜湖 役
- リアル・クローズ 第2話（2009年、関西テレビ） - 絹江の高校時代の友達 役
- 八重の桜（2013年、NHK） - 女中 役
- とと姉ちゃん（2016年、NHK） - 大倉 役
- おいハンサム!! 第4話（2022年1月29日、東海テレビ・フジテレビ） - ひろみ 役
- しずかちゃんとパパ（2022年、BSプレミアム）第5話・第6話 - 真琴の友人 役
- 相棒　season21（2023年、テレビ朝日）第19話「再会」女A 役

### バラエティ
- 15-0 フィフティーン・ラブ（2003年4月 - 2004年3月、BS朝日）
- バニラ気分!（2009年8月、フジテレビ） - お手伝いガール

### その他のテレビ番組
- ジュニアでGO!（2003年、エンタ!371）
- メディアのABC（2004年、NHK教育）
- ジェイチェキ（2004年、エンタ!371）

### 映画
- 嫌われ松子の一生（2005年）
- 青い鳥（2008年） - 木村めぐみ 役
- Re:Play-Girls（2010年） - ワカナ 役
- TOKYO CITY GIRL「EAST END」（2015年） - 主演・ミワ 役[5][6]
- 新宿スワンⅡ(2017)
- LOVEHOTELに於ける情事とPLANの涯て（2019年1月18日）[7] - 麗華 役
- 心のありか（2023年12月15日公開）[8]
- ふしぎ駄菓子屋 銭天堂（2024年12月13日公開）[9]

### 舞台
- ひまわりのソラネ（2012年、池袋シアターグリーン） - 占い師 役

### CM
- アサヒ飲料 三ツ矢サイダー『春篇』（2007年）

### ネット配信
- Six Days（2008年、魔法のiらんどTV） - 里村乃愛 役
- 東京ヴァンパイアホテル（2017年） - マルキ 役

## 書籍

### 写真集
- スクールガール（2005年、新風舎）
- 三浦家（2009年）[10]

### 雑誌連載
- Hana* chu→（2005年、主婦の友社） - 専属モデル